# Volvo B12
Il Volvo B12 è un autobus della Volvo Buses prodotto dal 1994 al 2002 nello stabilimento Carrozzeria Barbi di Mirandola (MO).

## Storia e descrizione
Venne prodotto in due versioni: "ITALIA 99" ed "ECHO", entrambi basati sullo stesso telaio. I due allestimenti si contraddistinguono per le cappelliere e per la carrozzeria esterna leggermente diversa.
Nel suo lungo tempo di produzione (8 anni) vi era installato un solo motore, il Volvo D12A, ma con alcune modifiche successive all'entrata della nuova normativa europea sui motori (da Euro 1 a Euro 2):
- la prima edizione, con una cilindrata di 12.0L, da 360 cavalli vapore (266 kilowatt) era conforme alla normativa Euro 1. È stato utilizzato dall'inizio della sua produzione (1994) al 1996.
- la seconda edizione, con una cilindrata di 12.0L, ma da 380 cavalli vapore (279 kilowatt) era conforme alla normativa Euro 2. È stato utilizzato dal 1996 fino al 2002, anno di fine produzione. Le sospensioni di questo motore, a differenza del precedente, sono meno rigide e il volume del motore viene assorbito in maniera migliore.

Per l'occasione fu sostituito anche lo sterzo nello stesso anno del nuovo motore, che fu ridotto nelle sue dimensioni per avere un migliore controllo sul mezzo.
Entrambi i motori erano abbinati ad un cambio con trasmissione elettropneumatica a 7 marce (Volvo G8 EGS). L'unica lunghezza, presente di serie, era da 12 metri su 2 assi.
Caratteristiche di questi autobus è che riportano i loghi ITALIA 99 ed ECHO sulle porte sia anteriori (in alto, e in alcuni casi dell'ITALIA 99 al centro) sia posteriori. Il logo ITALIA 99 è formato da due "gambe" che si restringono verso il basso, con la scritta centrale ITALIA, mentre il logo ECHO non ha alcun disegno, ma solo la scritta e la firma Barbi. Entrambe le versioni sulla porta conducente in basso portano la firma Barbi.
La versione ITALIA 99 ha la particolarità di essere stata disegnata dal progettista italiano Giorgetto Giugiaro.
La plancia di questo autobus è composta principalmente da pulsanti, disposti su 4 file, rivolta verso l'autista per risultare più ergonomica insieme alla leva del retarder. Solo i comandi della radio e dell'aria condizionata sono semi-digitali. Quest'ultima è personalizzabile a piacimento: in plastica classica colore grigio, in legno oppure colorata a piacere.
È anche presente sulla plancia il comando per il Webasto, che permette di riscaldare il mezzo in poco tempo. Nelle versioni prodotte dopo l'anno 2000 era anche corredato di regolatore della temperatura di quest'ultimo.
Alla fine della sua produzione viene sostituito dal Volvo Genesis, prodotto dal 2002 in poi.

## Incidenti
Il 28 luglio 2013, un Volvo B12 Echo della prima edizione fabbricato nel 1995 è stato coinvolto nel disastro del viadotto Acqualonga: l'autobus in questione, di proprietà dell'agenzia di viaggi Mondo Travel, riportò la rottura di un giunto cardanico dell'albero di trasmissione, che mise fuori uso l'impianto frenante, diventando ingovernabile nonostante i numerosi tentativi del conducente di mantenersi in carreggiata e precipitando da un viadotto dell'autostrada italiana A16. Nell'incidente morirono 40 persone ed 8 rimasero ferite; si tratta ad oggi del più grave sinistro stradale mai avvenuto sul territorio italiano. Inizialmente non è stato chiarito se il mezzo, che era in servizio da 18 anni ed aveva percorso circa 800.000 chilometri, fosse stato o meno sottoposto alle revisioni previste per legge; nel 2023, a seguito di una sentenza e l'ascolto del meccanico di fiducia, si è appurato che il veicolo non era stato regolarmente tagliandato e revisionato.